# Jean Goguen
Jean Goguen, né le 15 mars 1927 à Montréal et mort le 13 juillet 1989, est un peintre et professeur canadien.

## Biographie
Il étudie la peinture à l’École des beaux-arts de Montréal et à la Art Association School de la même ville au début des années 1950. Jeune peintre, il s'intéresse notamment au manifeste et au mouvement plasticien.
Membre de l’Association des artistes non-figuratifs de Montréal en 1956, Jean Goguen participe aux expositions de l’Association jusqu’en 1961. L’année suivante, son travail est présent dans l'exposition: La peinture canadienne moderne : 25 ans de peinture au Canada-français, une exposition importante qui prend place au 5e Festival des deux mondes, à Spolète, en Italie. Après 1964, Jean Goguen se consacre à l’enseignement à l'Université Concordia.
Le fonds d’archives Jean Goguen est conservé au centre d’archives Vieux-Montréal de Bibliothèque et archives nationales du Québec.

## Expositions
- 1955 : Galerie L'Actuelle, Montréal
- 1956 : Université de Montréal
- 1956 : Association des artistes non-figuratifs de Montréal, restaurant Hélène-de-Champlain
- 1959 : Art Abstrait, École des beaux-arts de Montréal
- 1958, 1959, 1960, 1962 et 1964 : Galerie Denyse Delrue
- 1961 : Musée des beaux-arts de Montréal
- 1962 : Geometric Abstraction in Canada, Camino Gallery, New York
- 1962 : La Peinture canadienne moderne, palais Collicola, Spolète, Italie
- 1964 : Color Dynamism Then and Now, East Hampton Gallery, New York
- 1965 : Op from Montreal, Robert Hull Fleming Museum, Burlington, Vermont
- 1964-1967 : Galerie du Siècle
- 1968 : Seven Montreal Artists, Hayden Gallery, MIT Boston
- 1979 : Dix ans de propositions géométriques : le Québec, 1955-1965, Musée d'art contemporain de Montréal
- 1986 : Point, ligne, plan, Musée d'art contemporain de Montréal
- 1991 : Jean Goguen « mutations abstraites » : œuvres sur papier 1951-1959, maison de la culture Janine-Sutto
- 2002 : Place à la magie! Les années 40, 50 et 60 au Québec, Musée d'art contemporain de Montréal
- 2012 : La question de l'abstraction, Musée d'art contemporain de Montréal

## Musées et collections publiques
- Galerie de l'UQAM
- Musée d'art contemporain des Laurentides
- Musée d'art de Joliette
- Musée des beaux-arts de Montréal
- Musée des beaux-arts du Canada
- Musée national des beaux-arts du Québec[3]
- Galerie d'art de Vancouver